# Sonja Mewald
Sonja Mewald (* 1. Mai 1945 in Magdeburg) ist eine deutsche Politikerin (CDU). Sie war von 1998 bis 2002 Mitglied im Landtag Sachsen-Anhalt.

## Ausbildung und Leben
Sonja Mewald legte 1963 das Abitur ab und wurde 1965 Facharbeiter Friseur in Magdeburg. 1965 bis 1968 arbeitete sie als angestellte Friseurin. 1971 legte sie an der medizinischen Fachschule Halle den Abschluss als "Staatlich anerkannte medizinische Kosmetikerin" ab und arbeitete ab 1971 als medizinische Kosmetikerin und ab 1975 als Leitende medizinische Kosmetikerin. Nach einer Lehrausbildung war sie seit 1983 selbstständig.
Sonja Mewald ist evangelisch, verheiratet und hat drei Kinder.

## Politik
Sonja Mewald war bis 1990 Mitglied des Kreistages Staßfurt. 1997 wurde sie Mitglied der CDU. Sie war Vorstandsmitglied des Wirtschaftsrats der CDU Sachsen-Anhalt. Bei der Landtagswahl in Sachsen-Anhalt 1998 wurde sie über die Landesliste in den Landtag gewählt. Im Landtag war sie Mitglied in der Enquetekommission "Zukunftsfähiges Sachsen-Anhalt".